# Joanna Parisi
Joanna Parisi (New York, ...) è un soprano statunitense di origine italiana.

## Biografia
Nata a New York da genitori italiani, canta molti ruoli di Verdi, Puccini, drammatici, di belcanto e veristi su palcoscenici in Europa, nelle Americhe e in Asia. Ha anche interpretato opere nel cinema e in televisione, come Tosca e Carmen. Nel 2016, è stata candidata al The Next Generation of Great Opera Singers da WQXR-FM.
Si è esibita in molti teatri prestigiosi in tutto il mondo, come la Carnegie Hall, al Central Park a New York, al Teatro antico di Taormina, al Palacio de Bellas Artes, al Teatro Amazonas, al National Center for the Performing Arts in Cina e al Teatro Solís.
Si è esibita con cantanti come Cristina Gallardo-Domâs, Ramón Vargas, Plácido Domingo, Walter Fraccaro, George Petean ed Elena Maximova.
Il suo repertorio comprende Elisabetta di Valois in Don Carlo, Leonora ne Il trovatore, Lady Macbeth, Lucrezia Borgia, Abigaille in Nabucco, Manon Lescaut, Aida, Margherita/Elena in Mefistofele, Floria Tosca, Donna Anna in Don Giovanni e Micaela in Carmen, oltre che Senta in Der Fliegende Hollander, Sieglinde in Die Walküre ed Elisabeth in Tannhäuser .
Nel 2012 ha rappresentato gli Stati Uniti e l'Italia nel concorso Operalia di Placido Domingo a Pechino. La sua discografia comprende opere di Verdi e lieder registrati per la Capriccio Records a Vienna.
Nel 2015 è stata riconosciuta, dal WQXR, Classical Radio Excellence in Opera Awards. Nel 2016, la sua interpretazione in Carmen di Bizet, registrata in Sicilia, al Teatro Antico di Taormina, è stata presentata al festival del cinema di Berlino.